# Dalslands Fotbollförbund
Der Dalslands Fotbollförbund (dt. Fußballverband von Dalsland) ist ein regionaler Fußballverband in Schweden. Er ist einer der 24 Mitgliedsverbände des Svenska Fotbollförbundet. Er hat seinen Sitz in Mellerud, Västra Götalands län und organisiert den Fußballspielbetrieb in der ehemaligen Provinz Dalslands. Der Verband besteht derzeit aus 35 Mitgliedern und wird durch Ingemar Carlsson geleitet.

## Mitgliedsvereine
| - Bengtsfors IF - Billingsfors IK - Bäckefors IF - Brålanda IF - Dals Långeds IK - DFC Rölanda - Eds FF | - Edsleskogs IF - Ellenö IK - Färgelanda IF - Fengersfors IK - Frändefors IF - Gesäters IF - Gestad SK | - Grane IK - Gustavsfors IF - H.E.F. Valbo BK - Håbols IF - Håfreströms IF - Högsäters GF - IF Viken | - IFK Åmål - Kroppefjälls IF - Laxarby IF - Melleruds IF - Nössemarks IF - Rådanefors IF - Rölanda IF | - Stigens IF - Stora Böns IK - Tösse IF - Valbo FC - Åsebro IF - Ärtemarks IF - Ödeborgs IF |

## Ligabetrieb

### Herren
- Division 4 – eine Liga (gemeinsam mit Bohusläns FF)
- Division 5 – eine Liga
- Division 6 – eine Liga
- Division 7 – eine Liga

Daneben organisiert der Verband auch eine Nachwuchsliga und eine Alt-Herren-Liga.

### Damen
- Division 3 – eine Liga (gemeinsam mit Bohusläns FF)
- Division 4 – eine Liga (gemeinsam mit Bohusläns FF)
- Division 5 – eine Liga[1]